# علي ظهوران (مقاطعة فارياب)
علي ظهوران (بالفارسية: علی ظهوران) هي قرية تقع في البلدة المركزية في إيران. يقدر عدد سكانها بـ 174 نسمة بحسب إحصاء 2016.